# Residencia de Ansbach
La Residencia de Ansbach (del alemán: Residenz Ansbach), también conocida como palacio del Margrave (Markgrafenschloß), es un palacio residencial en Ansbach, Alemania, donde también se encuentran las iglesias de San Gumbertus y San Johannis. Era la sede del gobierno del margraviato de Brandeburgo-Ansbach y hoy en día es la sede administrativa del gobierno de Franconia Media. El Gran Salón y la Orangerie en los jardines sirven para la celebración del festival musical bienal Bachwoche Ansbach.

## Historia

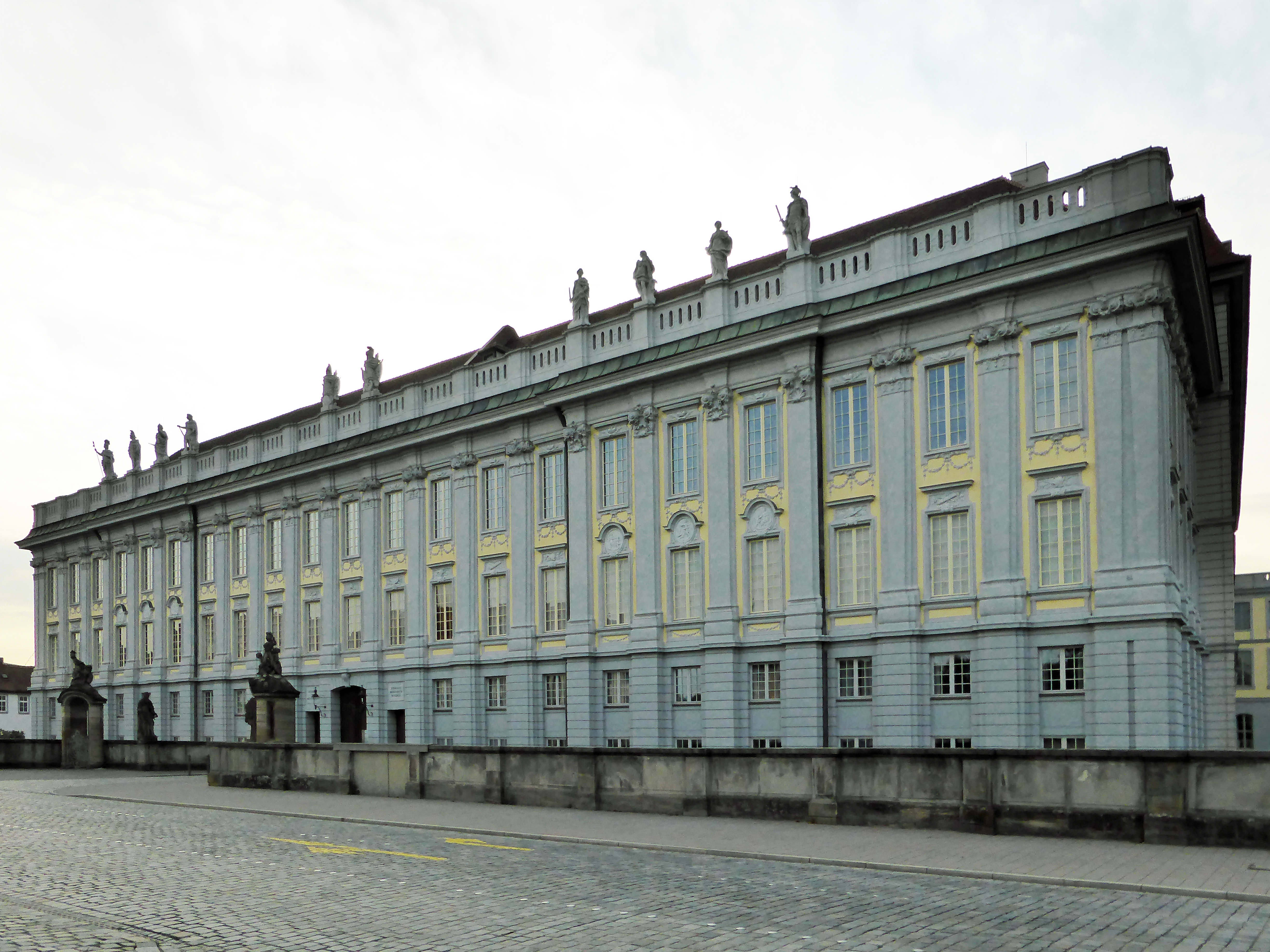
Fachada principal.

El palacio fue ampliado a partir de una construcción medieval. Desde 1398 hasta 1400, Federico I, elector de Brandeburgo, amplió un Stiftshof localizado a las afueras de las murallas de la ciudad hasta convertirlo en un castillo con foso. Restos estructurales se conservan en el ala oeste del presente edificio.
Jorge Federico, margrave de Brandeburgo-Ansbach, ordenó al arquitecto suabo Blasius Berwart (su arquitecto jefe desde 1563 hasta 1580) que construyera un palacio. Fue erigido en estilo renacentista entre 1565 y 1575. Un gran salón fue construido desde 1565 hasta 1575, ahora llamado Gothische Halle (Salón Gótico) a causa de su bóveda de crucería. Ahora alberga la mayor colección de fayenza y porcelana de la antigua Manufactura de Ansbach.
Un siglo más tarde, el edificio principal fue realizado por Gabriel de Gabrieli (1694-1716), luego Karl Friedrich von Zocha (1719-1730) y finalmente por Leopold Retti (1731-1749). Entre 1705 y 1738 el edificio fue modificado a su presente aspecto.

## Arquitectura

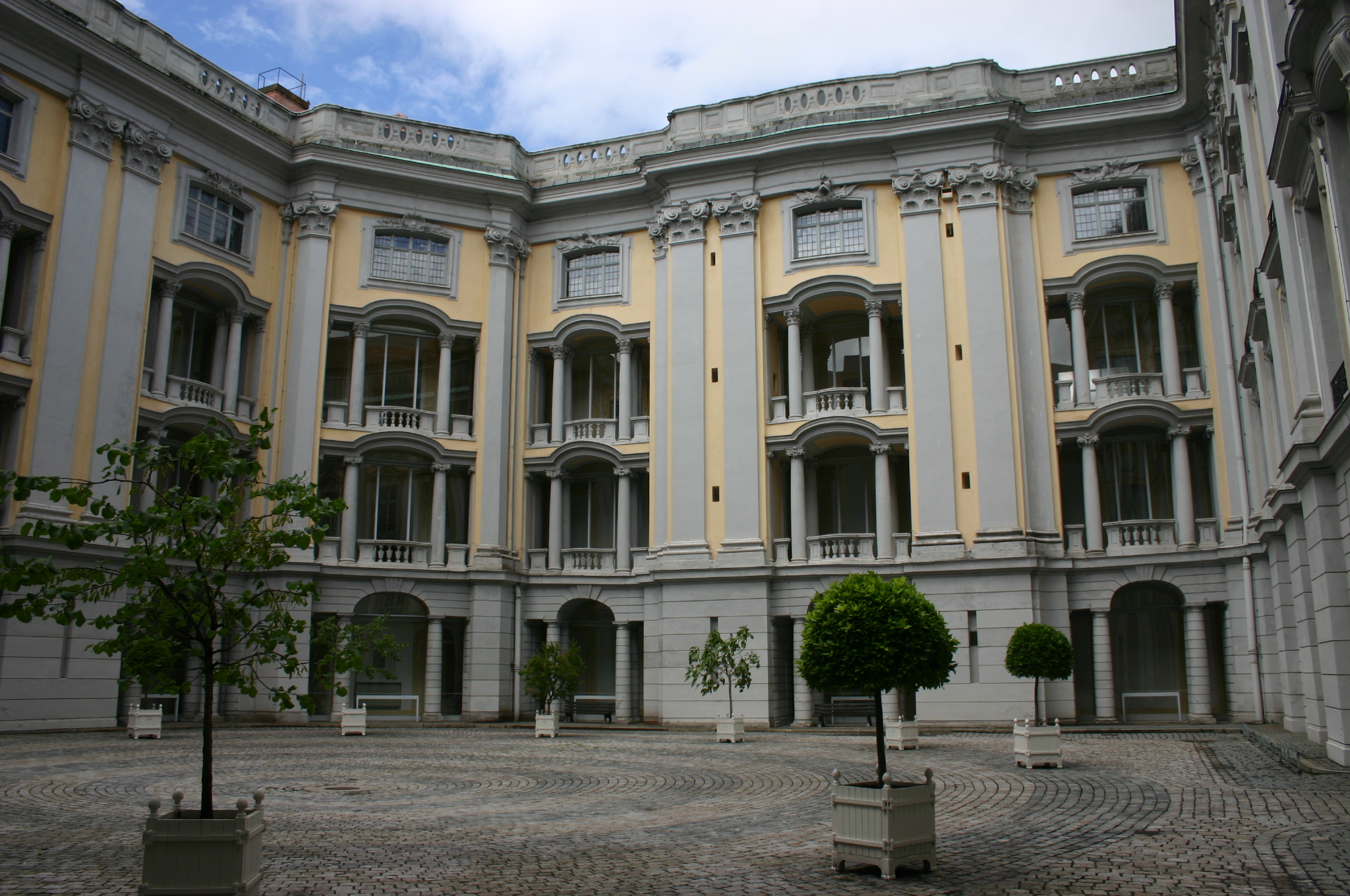
Patio interior.

Gabriel de Gabrieli creó antes de 1709 el ala suroccidental con la fachada principal en estilo similar al barroco vienés. El interior data de 1734 a 1745 y se debe al arquitecto Leopoldo Retti. Carlo Carlone creó los frescos en los techos de la Festsaal (Salón de fiestas). Se expone porcelana de Meissen en el Spiegelkabinett (Salón de los Espejos)., con características del rococó francés; el gran salón fue decorado con pinturas en el techo y las habitaciones fueron provistas de azulejos de porcelana de Ansbach del siglo XVIII. Tenía un jardín que fue creado en el siglo XVI y modificado en el siglo XVII con una orangerie.
El palacio cuenta con habitaciones oficiales ricamente amuebladas en la primera planta. En 1791, Karl August von Hardenberg, el representante prusiano en Ansbach, agregó salas de juntas y una biblioteca. Desde 1806, una vez empezó a funcionar el gobierno real bávaro de Rezatkreis en Ansbach, las habitaciones de la primera planta del palacio fueron convertidas en oficinas, mientras que las de las otras plantas permanecieron inalteradas. Entre 1962 y 1974, fueron completadas las últimas renovaciones principales en el edificio. La Administración Bávara de Palacios, Jardines y Lagos del Estado está a cargo del edificio y del museo.

## Orangerie y jardines

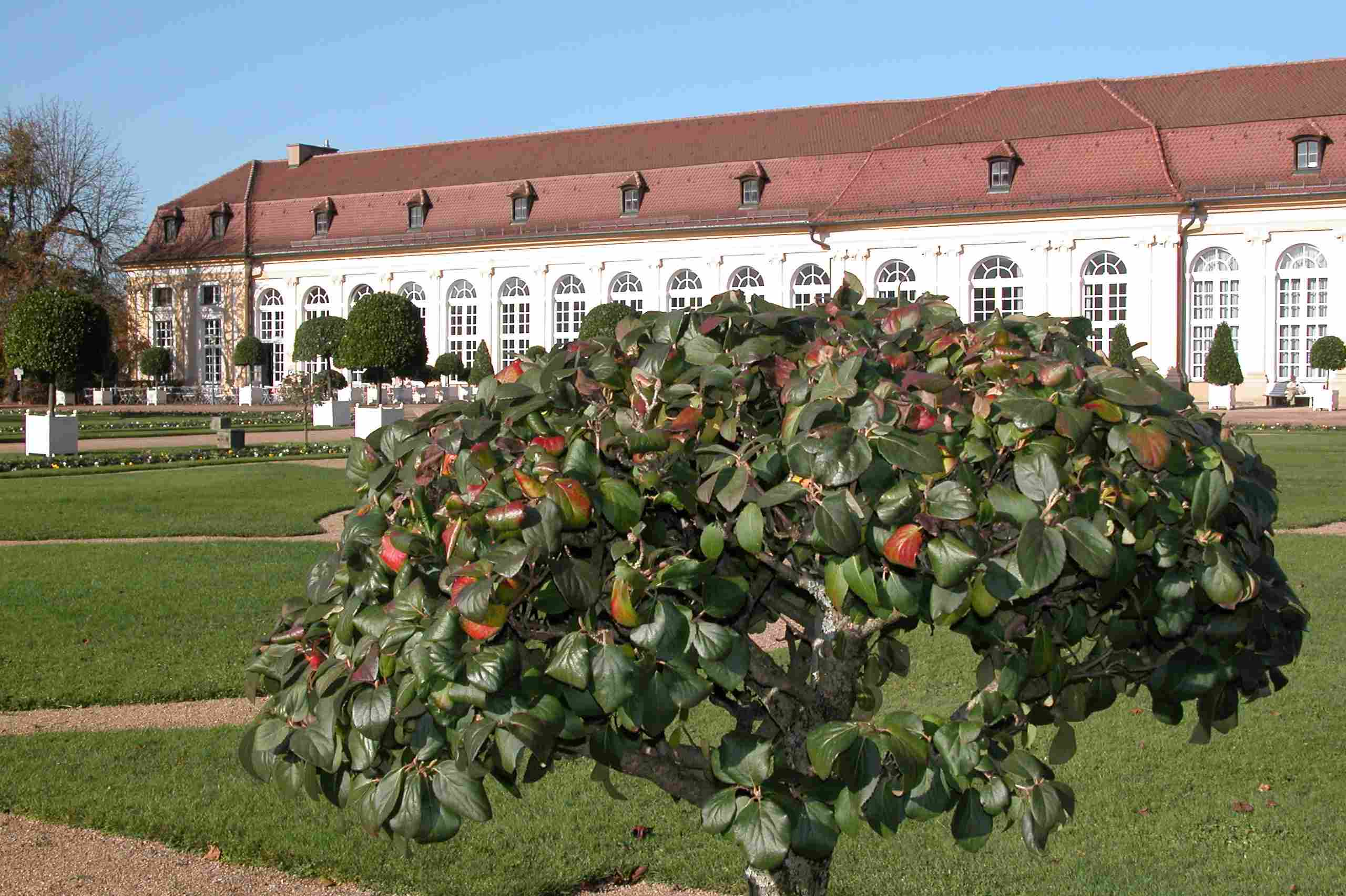
Parque del palacio.

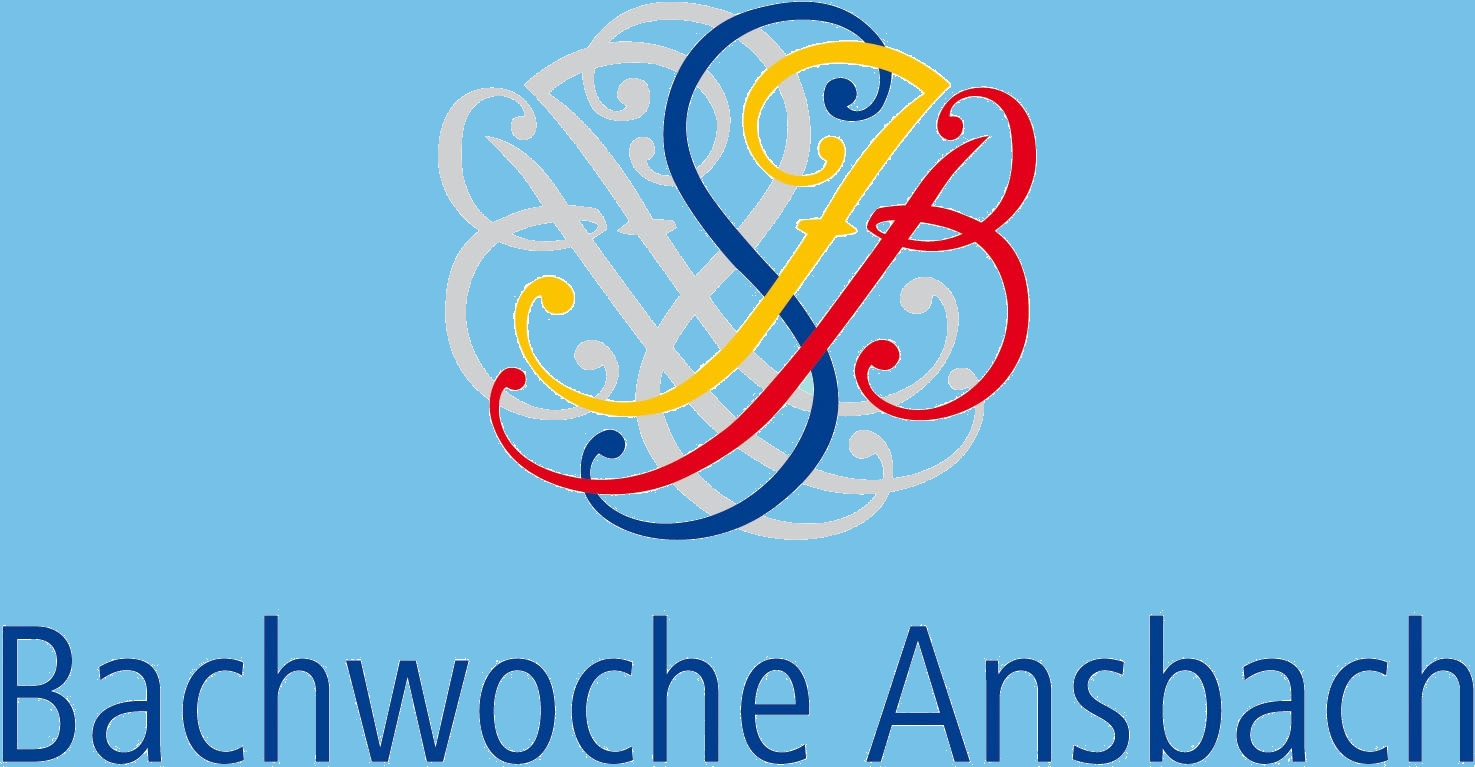
Logotipo del festival

Se menciona por primera vez un jardín en el siglo XVI en las anotaciones del herbario de Leonhart Fuchs. Entre 1723 y 1750, fue diseñado como un jardín barroco. Severamente dañado durante la II Guerra Mundial, fue reconstruido después de la contienda, incluyendo un jardín con gran variedad de hierbas y plantas medicinales , así como una construcción para conservarlas en macetas durante el invierno. 
El jefe de arquitectos Carl Friedrich von Zocha creó una Orangerie como un centro arquitectónico de los jardines. Las obras empezaron en 1726, pero parece que estaba incompleta cuando Federico el Grande visitó el palacio en 1743.
El 14 de diciembre de 1833, Kaspar Hauser sufrió una puñalada mortal en la parte trasera del jardín. En el lugar hay un pequeño pilar gótico que tiene grabada la inscripción "HIC OCCULTUS OCCULTO OCCISUS EST" (Aquí un desconocido fue asesinado por un desconocido).
No lejos de ahí, en 1825 se erigió en Ansbach un monumento al poeta Johann Peter Uz (1720-1796) con un busto de bronce por Carl Alexander Heideloff. En la inscripción en la estela del pedestal puede leerse: "EL SABIO, EL POETA, EL AMIGO DEL PUEBLO, DE SUS ADMIRADORES".
La Orangerie y sus jardines albergan el Festival Rococó anual, mostrando la vida en la corte en el tiempo del margrave Carlos Guillermo Federico de Brandeburgo-Ansbach.

Vistas interiores del palacio
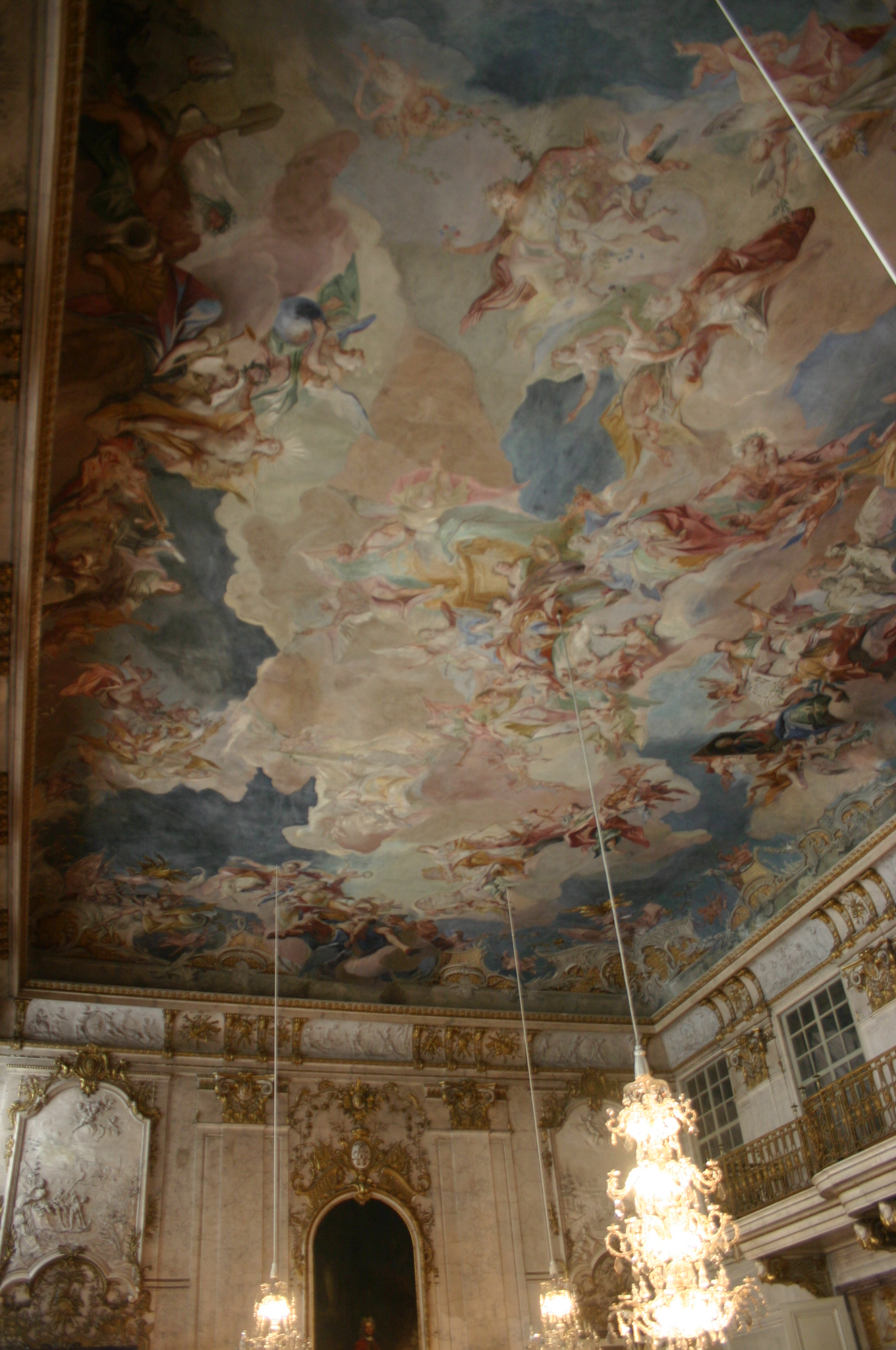
Salón de baile, con pinturas de Carlo Carlone
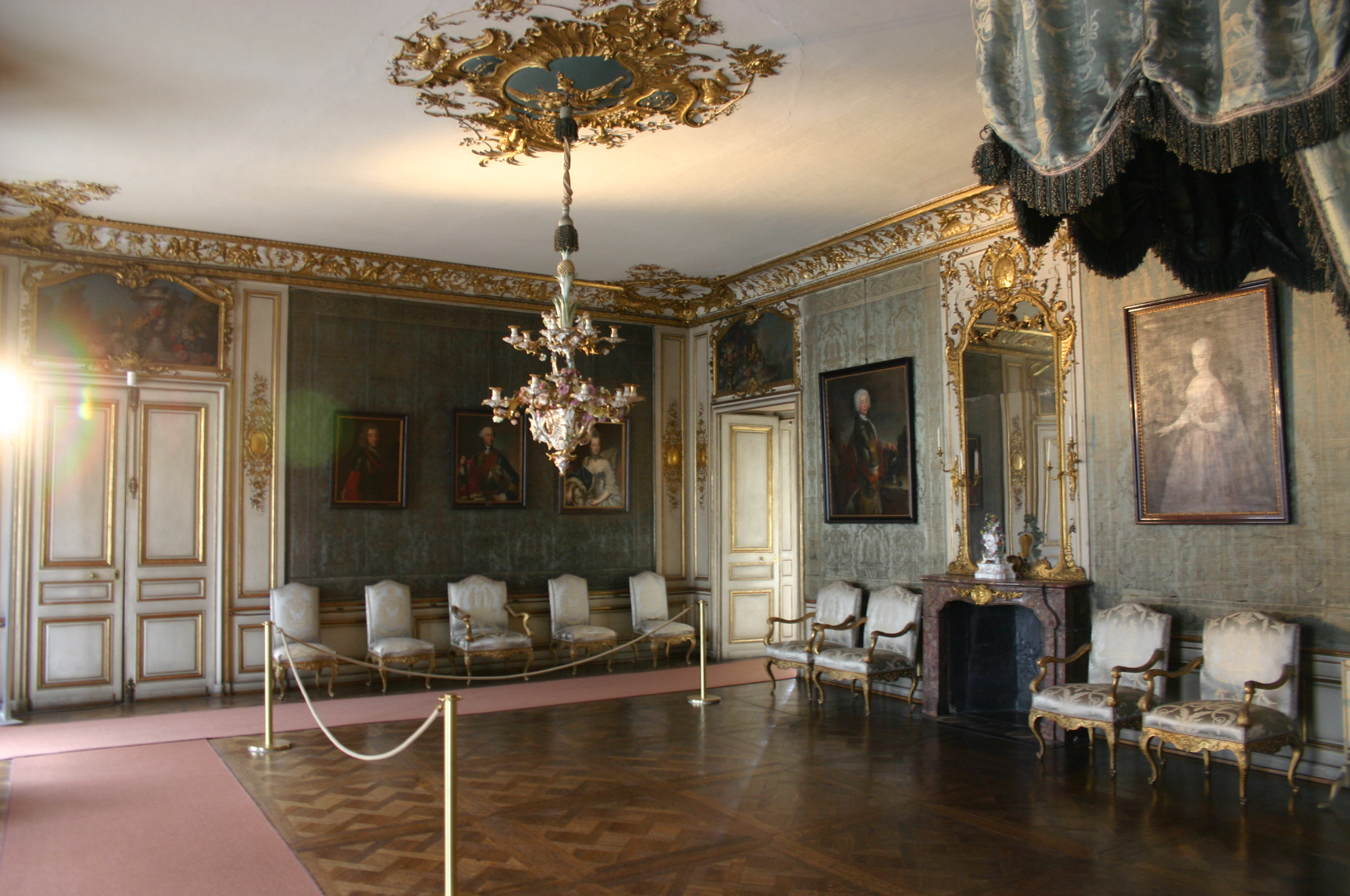
Sala de audiencias de la margravina
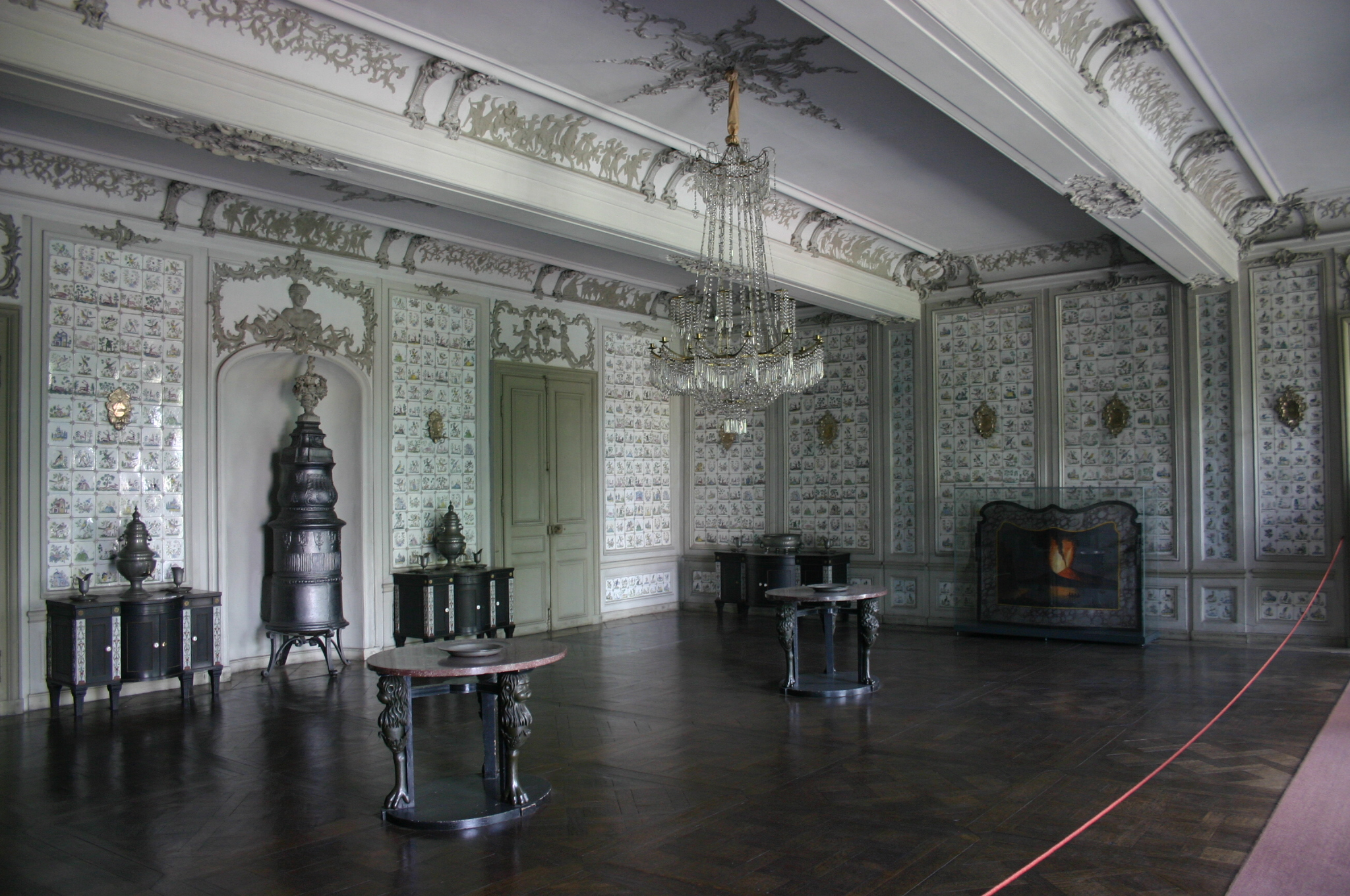
Sala de audiencias
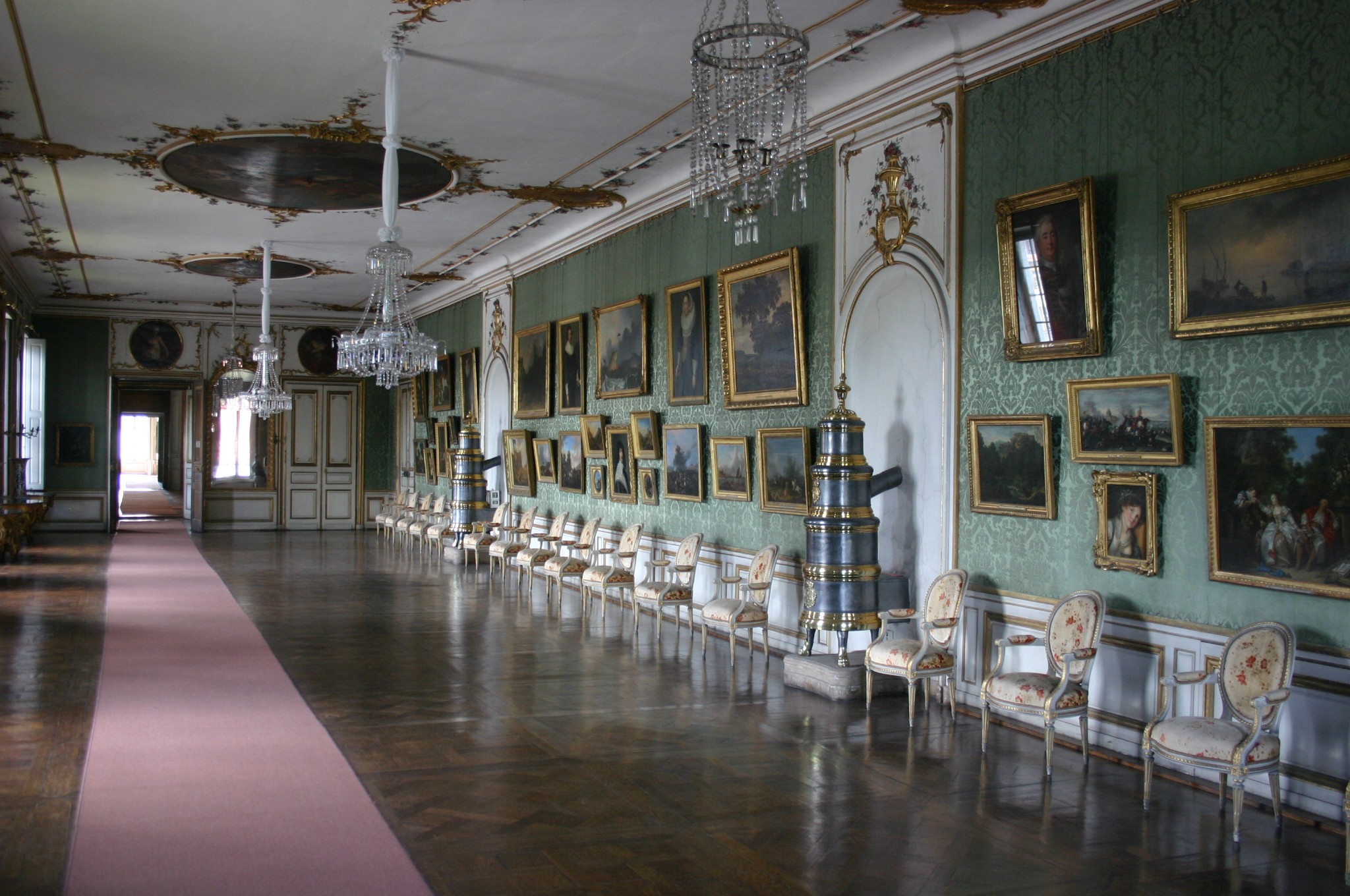
Galería
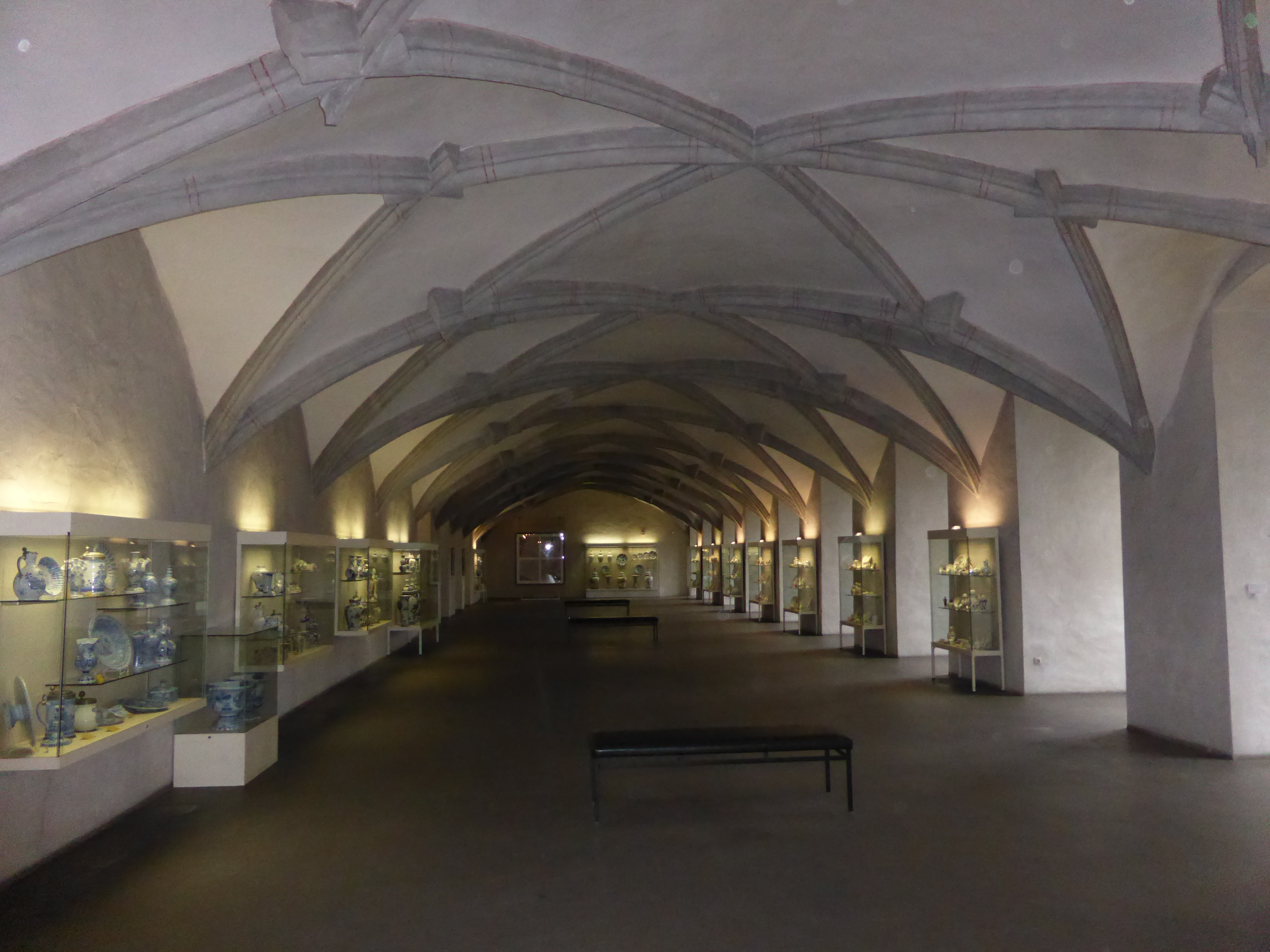
Salón gótico con bóveda de crucería